# Ibn Khaldun
|  | Aquest article tracta sobre historiador, filòsof i polític àrab Abd-ar-Rahman ibn Khaldun. Si cerqueu el seu germà, vegeu «Abu Zakariyya Yahya Ibn Khaldun». |

Walí-ad-Din Abd-ar-Rahman ibn Muhàmmad ibn Muhàmmad ibn Abi-Bakr Muhàmmad ibn al-Hassan (àrab: ولي الدين عبد الرحمن ابن محمد بن محمد بن أبي بكر محمد بن الحسن, Walī ad-Dīn ʿAbd ar-Raḥmān ibn Muḥammad ibn Muḥammad ibn Abī Bakr Muḥammad ibn al-Ḥasan), conegut com a Ibn Khaldun (àrab: ابن خلدون, Ibn Ḫaldūn) (Tunis, 27 de maig de 1332 - El Caire, 17 de març de 1406), va ser un historiador, filòsof i polític àrab d'Ifríqiya d'origen andalusí.
És considerat un dels fundadors de la historiografia moderna i també de la sociologia i l'economia. La seva obra principal es coneix com a Muqàddima (àrab: المقدمة, Al-muqaddima, ‘Prolegòmens') i, en realitat, és la introducció a una altra obra més àmplia coneguda com a Kitab al-ibar o Llibre de l'evidència, registre dels indicis i esdeveniments dels dies dels àrabs, perses i berbers i els seus poderosos contemporanis, que és una història universal amb una especial atenció a la dels nòmades amazics i la seva relació amb la vida urbana.
En l'aspecte sociològic, és remarcable com descriu el procés que porta al sedentarisme de les poblacions impetuoses nòmades i que, una vegada ocorregut, perden, amb el pas del temps, aquest caràcter, i l'observació que el procés es va repetint de manera cíclica amb altres nòmades atrets per la vida urbana.
Ibn Khaldun constata la crisi i el canvi, i en busca una explicació racional dins de l'aristotelisme i la seva classificació de les coses basada en l'existència de característiques comunes i l'aplica a l'estudi de la civilització humana.
En el camp econòmic, analitza la dinàmica dels mercats i els conceptes de població, preu, benefici i formació del capital.

## Biografia
La vida d'Ibn Khaldun és relativament ben documentada per a l'època, això és degut al fet que va escriure una autobiografia (التعريف بابن خلدون ورحلته غربا وشرقا, At-taʿrīf bi-ʾbni Ḫaldūn wa-riḥlatu-hu ġarban wa-xarqan), amb nombrosos documents sobre la seva vida pública, però amb poca informació sobre la seva vida privada i la seva família.
Nasqué a Tunis el 1332, fill d'una família de classe alta d'origen andalusí, els Banu Khaldun, que havia emigrat a Ceuta després de la caiguda de Sevilla a mans de les forces de la conquesta cristiana a mitjans del segle xiii. Sota la dinastia hàfsida d'Ifríqiya, alguns dels membres de la seva família van ocupar càrrecs polítics, per exemple el seu besavi fou ministre de finances sota el mandat de l'emir Abu-Zakariyya Yahya ibn Abd-al-Wàhid, però el seu avi i el seu pare van sortir de la vida política i s'uniren a un orde místic. El seu germà Yahya Ibn Khaldun, també historiador, escrigué un llibre sobre la dinastia dels abdalwadites, i fou assassinat per un rival per ser l'historiògraf oficial de la cort.
En la seva autobiografia, Ibn Khaldun traça la seva ascendència fins als temps del profeta Mahoma mitjançant una branca d'una tribu àrab del Iemen, de la zona d'Hadhramaut, que s'hauria desplaçat a l'Àndalus al principi de l'expansió de l'Islam al segle viii. Tanmateix, el biògraf Mohammad Enan qüestiona la certesa d'aquesta dada i pensa que la família n'era d'origen amazic, que volien aparentar ser àrabs per guanyar estatus social. Tanmateix, segons Muhammad Hozien, la falsa identitat àrab podia ser vàlida, però quan els avantpassats d'Ibn Khaldun van deixar Al-Àndalus per anar a Ifríqiya no van canviar la seva pretensió de ser àrabs, fins i tot quan els amazics dirigien la zona.
Cap al 1350 viatja a Fes, que en aquells moments era el principal centre de saviesa del Magrib, i es converteix en el secretari diplomàtic del soldà Abu-Inan. Des de 1388 es va instal·lar al Caire, on ensenyà en les universitats islàmiques o madrasses.
Va tenir molt de prestigi i actuà de conseller polític tant de Pere I de Castella (el 1363) com de Tamerlà (el 1401).

## Obra
L'obra principal d'Ibn Khaldun és el Llibre de l'evidència, registre dels inicis i esdeveniments dels dies dels àrabs, perses i berbers i els seus poderosos contemporanis (Kitāb l-ʿibār wa-diwān l-mubtadaʾ wa-l-ẖabar fī ayyām al-ʿarab wa-l-ājam wa-l-barbar wa-man ʿāsara-hum min dawI as-sulṭān al-akbar), que està dividit en set llibres. El primer n'és la Muqaddimah o Prolegòmens, que prologa la resta de l'obra, encara que posteriorment ha estat tractat com una obra independent. Els llibres del dos al cinc cobreixen la història de la humanitat fins als temps d'Ibn Khaldun. Els llibres sis i set cobreixen la història dels pobles amazics i del Magrib. La seva història és, com ell mateix afirma, una historia universal i abasta l'anàlisi d'històries d'altres pobles com els assiris, hebreus, grecs i romans.
Entre les aportacions a l'economia d'Ibn Khaldun, s'inclou el descobriment de la dinàmica dels mercats. Analitza també conceptes econòmics fonamentals com població, preu, benefici, luxe, i formació de capital. Tots aquests conceptes són analitzats en les seves obres, en què també en traça les interrelacions.
Per a Ibn Khaldun, la història és l'anàlisi de les civilitzacions tant en l'aspecte extern com intern: externament, amb el relat cronològic dels fets; internament, mitjançant una anàlisi lògica i interrelacionada dels esdeveniments històrics per ubicar les seves conseqüències en el present i les tendències de futur.
Pel que fa a la sociologia, és particularment interessant la seva concepció sobre l'existència d'un conflicte central (ciutat versus desert). Per la seva anàlisi dels conflictes socials, alguns sociòlegs moderns de la teoria del conflicte com Ludwig Gumplowicz, Gustav Ratzenhofer i Franz Oppenheimer han demostrat un creixent interès per Ibn Khaldun:
| « | La importància del mètode de coneixement racionalista emprat per Ibn Khaldun és del tot d'acord amb la seva condició de creient, però sense subordinar el coneixement i la interpretació de la realitat a les descripcions contingudes en l'Alcorà. "Ibn Khaldun posa entre parèntesis Déu", resumeix Charfi. En el llibre sisè del "Muqaddima" o els "Prolegòmens", queda clar que és la reflexió fundada sobre l'experiència el que permet literalment a l'individu fer tal per sobre un món animal subjecte als sentits. Cal admetre per qüestió de fe una forma de coneixement inicial, estrictament espiritual, pròpia dels àngels, però sense incidència sobre el coneixement humà. És sobradament coneguda la utilització d'aquest criteri per a explicar el caràcter cíclic de les civilitzacions, i al seu nucli, la interacció conflictiva entre el mode de vida nòmada i l'urbà o civilitzat. Ho és menys l'aprofundiment que porta a terme Ibn Khaldun en l'anàlisi d'una vida nòmada, adscrita al món àrab, sense cap concessió i en la qual va inclosa una interpretació de la gènesi de l'islam; de la vigència, donen compte especialistes com Patricia Crone. Dotat d'una força pròpia, derivada de la cohesió grupal o asabiyya, el món àrab nòmada és violent, depredador i en principi incapaç de formar un imperi. Tot canvia, però, quan sobre aquesta rudesa de costums incideix la religió duta per un profeta als seus cors: "Llavors, la unificació més cabal es porta a efecte entre ells, posant-los en condicions d'efectuar les conquestes i de fundar un imperi." | » |

Una de les principals aportacions d'Ibn Khaldun a la historiografia és la seva ruptura amb el concepte anterior. Ni en el món antic, ni en l'edat mitjana, tant en Occident com en el món musulmà, existeix un antecedent en relació al concepte d'història d'Ibn Khaldun. La seva manera d'enfocar l'esdevenir històric així com tots els elements que hi influeixen és molt semblant al que segles després establiria l'escola dels Annales dirigida per Marc Bloch, Lucien Febvre o Fernand Braudel. En ambdós casos, es pot dir que realitzen una història social, en la qual l'ésser humà és el protagonista, no un individu sinó tota la col·lectivitat. Es pot dir sense temor que Ibn Khaldun és el "pare" de la història en el concepte contemporani d'aquesta disciplina.

## Teories

### La història com a ciència

#### Ruptura amb els seus predecessors
Respecte als seus predecessors, Ibn Khaldun introdueix una vertadera ruptura epistemològica. El seu primer pas consisteix a assignar a la història un lloc en l'organització del saber d'on era absent fins aquell moment:
| «                  | He seguit un pla original, havent imaginat un mètode nou d'escriure la història, i havent escollit una via que sorprendrà el lector, un pas i un sistema del tot meu. Tractant del que és relatiu a la civilització i a l'establiment de les ciutats, he desenvolupat tot el que ofereix la societat humana en fet de circumstàncies característiques. | » |
| — Les Prolégomènes | |   |

Aquesta cita ensenya bé que Ibn Khaldun efectua una ruptura amb els seus predecessors. Certament, alguns havien abordat algunes de les seves idees, però de manera dispar. Per exemple, Avicenna ja havia definit al segle xi la necessitat de l'organització social fundada en la cooperació i el control d'un regulador. Però, Ibn Khaldun ha produït una obra que es pot qualificar de "molt avançada al seu temps". En efecte, va trencar amb l'escola històrica àrab, retraient als historiadors de la seva època de reproduir fets sense procedir a una crítica de les fonts que utilitzen. Els retreu tant la seva manca de curiositat com els mètodes. Els historiadors àrabs es limitaven, en efecte, a establir genealogies de les famílies en el poder. Ibn Khaldun discuteix igualment l'isnad, que permet autentificar fets històrics havent consultat diverses fonts. Però denuncia sobretot el fet de limitar-se a relatar fets sense intentar explicar-los, inscrivint-los en el seu context social.
En efecte, per a ell, la història no és només el relat dels esdeveniments passats. Ara bé, fins aquí, la història no s'ha enganxat més que al relat dels esdeveniments polítics i de les successions de dinasties, relat presentat amb elegància i completat per citacions. Declara així que "la història té un altre significat. És per meditar, per tractar de trobar la veritat, amb delicadesa explicar les causes i orígens dels fets, per saber del tot per què i com ocorren els esdeveniments. La història, llavors, s'arrela en la filosofia, de la qual serà una de les branques".

#### Punt de partida de la seva reflexió
Replantejant el pensament històric i polític tradicional, Ibn Khaldun porta una reflexió que li permet posar les bases en les quals pensa fundar-se per respondre als seus problemes. S'entesta així a cercar les causes profundes de la inestabilitat crònica que afecta els estats del Magrib i intenta comprendre la raó de la repetició contínua de les intrigues i dels assassinats. És dominant la incoherència d'aquesta història d'esdeveniments i generalitzant aquests fets que pot, segons ell, veure-hi clar. Però, més que aquest simple estudi, ell desitja proposar "una concepció global de la història, una anàlisi de les estructures socials i polítiques, un examen de la seva evolució".
D'altra banda, s'ha guanyat un coneixement concret de les realitats del Magrib que l'empeny a creure que problemes tals com la fam o l'activitat de les ciutats no són independents entre si, però constitueixen un tot que cal estudiar:
| « | Hi ha diverses coses que tenen entre si relacions íntimes, tals com l'estat de l'imperi, el nombre de la població o de l'ètnia dominant, la grandària de la capital, la facilitat i les riqueses del poble. | » |

El sistema que desenvolupa li permet explicar de manera racional l'origen dels trastorns dels quals és víctima l'Àfrica del Nord, cosa que desemboca en la concepció de la història en tant que ciència.

#### Definició i mètodes de la història
Ibn Khaldun defineix així la història:
| « | La història té per objecte l'estudi de la societat humana, és a dir, de la civilització universal. Es tracta del que fa a la naturalesa d'aquesta civilització, que són: la fauna i la vida social, a causa de la particularitats de l'esperit de clan i les formes en què un grup de persones domina una altra. Aquest últim punt porta a considerar el naixement de l'energia, les dinasties i les classes socials. Llavors, la història se centra en les professions lucratives i les formes de guanyar-se la vida, que estan entre les activitats i els esforços de l'ésser humà, i de la ciència i les arts. Finalment, el tema és el que caracteritza la civilització. | » |

Es dibuixa, llavors, la necessitat per a Ibn Khaldun de crear una nova ciència, aquella de l'umran, l'objecte central del qual és la civilització. La història és, per tant, una ciència "noble i independent", tant de la filosofia com de la política. És en la seva Muqaddima que aquesta nova ciència troba la seva il·lustració. La història és per a Ibn Khaldun una ciència feta de disciplina, d'examen i de comprovació dels fets, i allò ben abans del positivisme europeu del segle xix, segons Skander Houidi.
Per això, Ibn Khaldun es dedica particularment a la conformitat dels fets amb la realitat i a la naturalesa de les coses. Cal així descobrir, segons ell, les lleis objectives que regeixen l'evolució, en comptes de simplement relatar fets, que es poden revelar enganyosos o presentats de manera mentidera o almenys partidària. El treball de l'historiador consisteix, per tant, a vessar la singularitat dels fets per reposar-los en la totalitat que els conté:
| « | Els discursos en els quals tractarem d'aquesta matèria formaran una ciència nova […;] és una ciència sui generis, ja que té en principi un objecte especial, vull dir la civilització i la societat humana, després tracta de diverses preguntes que serveixen per a explicar de manera successiva els fets que es relacionen amb l'essència de la societat. Tal és el caràcter de totes les ciències, tant les que recolzen en l'autoritat, com les que són fundades en la raó. | » |

A partir d'aquest punt, Ibn Khaldun se centra a estudiar l'evolució de les societats. Les seves recerques el porten a la conclusió que existeix una triple evolució històrica. Primer de tot, posa en evidència una evolució social, amb el pas d'una organització beduïna nòmada a una societat sedentària. Llavors, una evolució política amb un règim polític que passa del califat a la monarquia. Finalment, una evolució econòmica, l'economia natural cedint el seu lloc a l'economia comercial.

### Estudi de la societat

#### Evolució dels estils de vida
Per a Ibn Khaldun, els individus estan destinats a la transhumància que els és imposada a conseqüència de les seves activitats pastorals, el nomadisme permet tenir l'espai necessari per trobar les pastures. L'inconvenient és que aquesta activitat es limita a assegurar la subsistència; però així que es poden procurar altres riqueses, el suplement del que necessiten per a sobreviure, s'instal·len i s'assenten. Ibn Khaldun escriu que necessiten "més aliments, roba, [llavors] construeixen grans cases i es defensen darrere els murs de pobles i ciutats". L'estil de vida sedentari tendeix a estendre's amb la construcció d'immobles, torres i castells, mentre que tècniques cada vegada més complexes permeten, entre d'altres, accedir a l'aigua corrent:" com són sedentaris, és a dir, els habitants de les ciutats i del camp, que viuen de l'exercici d'un ofici, o del comerç". D'altra banda, Ibn Khaldun indica que la vida beduïna és a l'origen de la civilització, en la mesura que els beduïns es conformen a satisfer les seves necessitats mentre que els sedentaris són atrets per la comoditat i el luxe. Aquests últims, només els progressos de la civilització els poden procurar, però cal per això assentar-se; és llavors que es desenvolupa la urbanització.

Ibn Khaldun va establir així que les necessitats dels individus i la seva satisfacció expliquen l'evolució dels estils de vida; el pas de l'estil de vida beduí a l'estil de vida sedentari suposa l'evolució dels oficis i de les tècniques. A partir de la seva reflexió, Ibn Khaldun ha arribat, per tant, a diverses conclusions confirmades per recerques científiques ulteriors. Aquestes últimes expliquen així, entre d'altres, com han transhumat en principi les persones arreu al món abans de fixar-se sobre territoris. El premi Nobel de Física Georges Charpak coincideix igualment amb Ibn Khaldun quan recorda l'origen rural dels ciutadans:
| « | L'agricultura, amb les seves temporades baixes, deixava temps lliure que es podia consagrar a la casa, a les eines i a la roba; a la meditació també. Els pobles anaven creixent i alguns dels seus membres s'especialitzaven en l'art de fabricar o de forjar… Després, el poble esdevenia ciutat. | » |

#### Asabiyyao esperit de clan
Els beduïns són jutjats per Ibn Khaldun com el poble més valent. La seva potència procedeix de la seva asabiyya, o esperit de clan. I la moderació o regulació de la tribu pels xeics -els caps- i els antics. L'asabiyya uneix el grup al voltant d'una ascendència comuna i permet una assistència mútua, la solidaritat de grup. Ara bé, aquesta és fonamental per a defensar-se en aquest període de lluites tribals; en efecte, un clan és més fort si la seva cohesió és igualment forta. Finalment, el fundador del clan dirigeix aquest, els altres membres l'obeeixen, ja que disposa d'una asabiyya superior a la resta del clan. Juga igualment el paper de moderador al si de la tribu, i és tingut en consideració pel respecte i de la veneració que se li porta.
Tanmateix, una descendència prestigiosa moguda per un fort esperit de clan pot disminuir al final d'algunes generacions. No impedeix que diversos clans es puguin reagrupar per constituir un conjunt de tribus que és dirigit pel clan més poderós, és a dir, aquell del qual l'asabiyya és la més forta. Ibn Khaldun considera també que "a igualtat de nombre, per força i d'esperit de clan, el grup ètnic dominant serà el més arrelat en la vida beduïna i més salvatge". Però al final d'algunes generacions, un altre clan sempre pot fer valer una asabiyya més poderosa i, per tant, dirigir la tribu, desprenent-se d'aquesta última regla de les lluites incessants per acaparar el poder.
L'asabiyya ofereix una potència i una superioritat que entra en contradicció amb l'objectiu dels nòmades, que tiben cada cop més cap a la comoditat i al luxe. Els cal per això assentar-se en ciutats i modificar la seva relació amb la natura. Ibn Khaldun recorda, en aquest sentit, que "la civilització beduïna és inferior a la civilització sedentària, perquè els nòmades no tenen totes les necessitats de la civilització. Tenen una mica d'agricultura, però sense les eines tècniques. No tenen ni fusters, ni sastres, ni ferrers, ni els altres artesans que els podrien proveir tot el que és necessari per a viure de l'agricultura". L'ideal seria poder conjugar l'asabiyya amb les possibilitats que ofereixen l'evolució de les tècniques. Només estima que aquests mantenen una relació contradictòria, ja que si l'estil de vida sedentari condueix al desenvolupament de les tècniques i a la satisfacció de noves necessitats, és també l'origen de la pèrdua de l'esperit de clan i incita a la peresa i als plaers i luxes que el tornen dòcil. Ibn Khaldun afegeix que la urbanització fa augmentar el caràcter mixt social tant com les injustícies, cosa que afavoreix la pèrdua de l'asabiyya que, de fet, es troba diluïda. Segons la fórmula d'Ibn Khaldun, els ciutadans són «destribalitzats», ja que "quan un poble s'assenta a les planures fèrtils i acumula riqueses, s'acostuma a l'abundància i al luxe, el seu valor minva igual com el seu «salvatgisme» i els seus usos beduïns". A més a més, el moderador de la tribu cedeix el seu lloc a l'autoritat del govern.

### Pas racional
Ibn Khaldun fonamenta el seu estudi en l'observació i la lògica, sobretot amb la utilització del raonament inductiu. La racionalitat científica és, als seus ulls, una de les característiques fonamentals de l'ésser humà. En efecte, considera que aquest últim és més feble que la majoria dels animals, però que és dotat del "pensament i [de] la mà". Això li permet fabricar eines cada vegada més perfeccionades que li permeten tant subvenir a les seves necessitats com comprendre el seu medi ambient. Però es tracta igualment de conèixer els límits d'aquesta racionalitat científica, límits "inherents a tota investigació i interpretació de la realitat". És la idea que expressa al final del seu prefaci de la Muqaddima:
| « | Reconec tanmateix que, entre els individus dels diferents segles, cap no ha estat més incapaç que jo de recórrer un camp tan vast; també prego a les persones hàbils i instruïdes d'examinar la meva obra amb atenció, si no amb benevolència, i, quan trobin faltes, de voler corregir-les, tractant-me tanmateix amb indulgència. La mercaderia que ofereixo al públic tindrà poc de valor als ulls dels savis; però, per una confessió franca, es pot desviar la censura, i sempre s'ha de comptar amb l'amabilitat dels seus confrares. | » |

D'altra banda, la seva crítica de la filosofia arabomusulmana del seu temps és radical. En efecte, desterra tota actitud especulativa abstracta o a la recerca d'una finalitat, i prefereix l'especulació positiva connectada als fets concrets i integrant la dimensió dialèctica dels fenòmens. Ibn Khaldun aconsegueix, per tant, elaborar una concepció dialèctica del desenvolupament humà. Sent, d'altra banda, la realitat la font única de l'intel·ligible, Ibn Khaldun espera copsar les relacions de causalitat que regeixen aquesta realitat. Aquesta racionalitat del pas, si no implica examen d'una eventual naturalesa humana, no implica tampoc recurs a un fonament religiós. Ibn Khaldun analitza així les societats i el poder central tals que són i no tals que haurien de ser en funció de normes religioses, ni tals com es voldria que siguin. Aborda igualment la pregunta del polític com a immanent a la societat. Per al sociòleg algerià Abdelkader Djeghloul, Ibn Khaldun se situa en el prolongament del pensament racionalista àrab efectuant una neta distinció entre les «ciències religioses», fundades sobre els textos revelats i que tenen per tant com a fonts l'Alcorà i la sunna, i les «ciències humanes»" que l'indivu adquireix […;] per a l'exercici de la reflexió" i fundades en el discurs de la racionalitat. Però rebutja categòricament totes les llegendes fundades en l'astrologia i les creences màgiques, molt de moda a la seva època. En suma, els seus procediments metodològics manifesten la modernitat de la seva obra, que anticipa amb coherència descobriments realitzats als segles XVIII, XIX i XX.

### Posició sobre l'esclavitud dels negres
Ibn Khaldun considerava, en la seva obra Prolegòmens, que "El regne animal es va desenvolupar, la seva espècie es va multiplicar i, en el procés gradual de la Creació, va acabar en l'home i va sorgir de el món dels micos" i que certs negres del sud de l'Àfrica són més propers als animals que als humans que són donats al seu estil de vida primitiu i bàrbar. És així com ha anomenat:
| « | Al sud d'aquest Nil existeix un poble negre que es designa pel nom de Lemlem. Són uns pagans que porten estigmes sobre les cares i sobre les temples. Els habitants de Ghana i de Tekrour fan incursions al territori d'aquest poble per fer presoners. Els comerciants als quals venen els captius, els condueixen al Magrib, país del qual la majoria dels esclaus pertanyen a aquesta ètnia negra. Més enllà del país dels Lemlem, en direcció sud, es troba una població poc considerable; els humans que la componen s'assemblen més aviat a animals salvatges que a éssers raonables. Viuen als aiguamolls boscosos i les coves; els seus aliments consisteixen en herbes i en llavors que no han experimentat cap preparació; a vegades fins i tot es devoren els uns als altres: no mereixen ser comptats entre els humans. | » |

Ibn Khaldun torna també sobre la compatibilitat entre l'esclavitud i l'islam, sobretot al tercer i quart toms. Hi indica, per exemple, que "només els pobles a acceptar l'esclavitud són els negres, basant-se en un grau inferior d'humanitat, el seu lloc és més a prop de l'estadi animal".

### Francès
- Ahmad Abd Al-Salam, Ibn Khaldûn et ses lecteurs, éd. Presses universitaires de France, Paris, 1992 ISBN 213038157X.
- Magali Boisnard, Le Roman de Khaldoun, éd. Piazza, Paris, 1930.
- Djamel Chabane, La pensée de l'urbanisation chez Ibn Khaldûn (1332-1406), éd. L'Harmattan, Paris, 2000 ISBN 2738461794.
- Abdesselam Cheddadi, Ibn Khaldûn. L'homme et le théoricien de la civilisation, éd. Gallimard, Paris, 2006 ISBN 2070764966.
- Jean Mohsen Fahmy, Ibn Khaldoun. L'honneur et la disgrâce, éd. L'Interligne, Ottawa, 2003 ISBN 2921463660.
- Goumeziane, Smaïl. Ibn Khaldoun. Un génie maghrébin (1332-1406) (en francès).  París: Non Lieu, 2006. ISBN 2352700019.
- Claude Horrut, Ibn Khaldûn, un islam des « Lumières » ?, éd. Complexe, Paris, 2004 ISBN 2870279981.
- Lacoste, Yves. La Découverte. Ibn Khaldoun. Naissance de l'Histoire, passé du tiers monde (en francès), 1998. ISBN 2707126802.
- Gabriel Martinez-Gros, Ibn Khaldûn et les sept vies de l'islam, éd. Actes Sud, Arles, 2006 ISBN 2742761144.
- Nassif Nassar, La pensée réaliste d'Ibn Khaldûn, éd. Presses universitaires de France, Paris, 1997 ISBN 2130481558.
- Krzysztof Pomian, Ibn Khaldûn au prisme de l'Occident, éd. Gallimard, Paris, 2006 ISBN 2070781593.
- Mohamed Talbi, Ibn Khaldûn et l'Histoire, éd. Maison tunisienne de l'édition, Tunis, 1973.

### Anglès
- Aziz Al-Azmeh, Ibn Khaldun. A Reinterpretation, éd. Routledge, New York, 1982 ISBN 0714631302.
- Fuad Baali, Society, State, and Urbanism. Ibn Khaldun's Sociological Thought éd. State University of New York Press, New York, 1988 ISBN 0887066097.
- Michael Brett, Ibn Khaldun and the Medieval Maghrib, éd. Variorum Collected Studies, Great Yarmouth, 1999 ISBN 0860787729.
- Walter Joseph Fischel, Ibn Khaldun and Tamerlane: Their Historic Meeting in Damascus, A.D. 1401 (803 A.H.). A study based on Arabic Manuscripts of Ibn Khaldun's Autobiography, with a translation into English, and a commentary, éd. Université de Californie, Berkeley, 1952.
- Walter Joseph Fischel, Ibn Khaldun in Egypt. His Public Functions and his Historical Research. 1382-1406. A study in Islamic Historiography, éd. University of California Press, Berkeley, 1967.
- Charles Issawi, An Arab Philosophy of History. Selections from the Prolegomena of Ibn Khaldun of Tunis, éd. Darwin Press, Princeton, 1987 ISBN 0878500561.
- Bruce Lawrence, Ibn Khaldun and Islamic Ideology, éd. Brill Academic Publishers, Leiden, 1997 ISBN 9004075674.
- Nathaniel Schimdt, Ibn Khaldun. Historian, Sociologist and Philosopher, éd. Columbia University Press, New York, 1930 ISBN 0404056091.
- Franz Rosenthal, "EBN ḴALDŪN, ABŪ ZAYD ʿABD-AL-RAḤMĀN" a Encyclopaedia Iranica